# Eduardo Iturrizaga
Eduardo Patricio Iturrizaga Bonelli, né le 1er novembre 1989 à Caracas, est un joueur d'échecs vénézuélien. En 2008, il est le premier joueur de son pays à avoir le titre de grand maître international.
Depuis janvier 2021, Eduardo Iturrizaga est affilié à la fédération espagnole des échecs.
Au 1er janvier 2023, il est le cinquième joueur espagnol avec un classement Elo de 2 636 points.

## Carrière
Iturrizaga apprend à jouer aux échecs à l'âge de 5 ans « J'ai ouvert avec pion en e4, et ensuite j'ai bougé les cavaliers et déplacé les pions en cases h3 et a3 pour roquer afin de connecter les tours. Pour moi, ça s'est arrêté là », se rappelle-t-il. Il déménage deux ans au Pérou à l'âge de 7 ans, à son retour dans son pays natal il commence à prendre le jeu d'échecs aux sérieux. A treize ans il obtient le titre de Maître International. En 2004 Iturizzaga remporte  le championnat panaméricain des moins de 16 ans ainsi que celui des moins de 20 ans en 2006 se déroulant à Bogota.
Iturrizaga gagne quatre fois consécutivement le championnat national entre 2005 et 2008. Il représente le Venezuela lors de six olympiades depuis 2004, remportant une médaille de bronze individuelle en 2006 avec un score de 8.5/11.
En 2008, Iturrizaga remporte un match en ligne et gagne sa participation au tournoi de Wijk aan Zee (tournoi Corus, groupe C), il se défait pour ce faire du grand maître Alexandr Fier en finale sur un score de 3-1. 
En avril 2010, Iturrizaga remporte le 12e open de Dubaï avec une marque de 7 points sur 9. Le tournoi avait 154 joueurs dont 36 grands maîtres.
En 2019, il remporta le championnat continental américain au départage.

### Coupes du monde
En 2007, il se qualifie pour la Coupe du monde d'échecs 2007 après avoir terminé dans les premières places au championnat continental d'échecs américain. Il devait affronter Peter Svidler lors de sa  première partie mais a été déclaré forfait en raison d'un contretemps qu'il a eu entre les aéroports russes. Il perd ensuite la seconde partie.
Iturrizaga participe à nouveau à la Coupe du monde en 2009, 2013, 2015, 2019 et 2023 (il est éliminé au deuxième tour en 2009 et 2023).
| Année | Lieu            | Résultat      | Ultime adversaire  | Adversaires battus   |
| ----- | --------------- | ------------- | ------------------ | -------------------- |
| 2007  | Khanty-Mansiïsk | premier tour  | Peter Svidler      |                      |
| 2009  | Khanty-Mansiïsk | deuxième tour | Baadur Jobava      | Sergei Tiviakov      |
| 2013  | Tromsø          | premier tour  | Alexander Onischuk |                      |
| 2015  | Bakou           | premier tour  | Maxim Rodshtein    |                      |
| 2019  | Khanty-Mansiïsk | premier tour  | Baskaran Adhiban   |                      |
| 2023  | Bakou           | deuxième tour | Anton Korobov      | Ganzorig Amartuvshin |

### Changement de fédération
Après avoir rejoint la fédération d'échecs d'Espagne en janvier 2021, Eduardo Iturrizaga remporte le championnat d'Espagne d'échecs en 2021, en 2022 et en 2023.

## Style de jeu
Depuis 2010, Iturrizaga joue fréquemment l'ouverture du pion de la reine, et la défense anglaise avec les pièces blanches, avec les pièces noires il joue plutôt la défense sicilienne. Il admire Bobby Fischer et apprécie le style de jeu de Levon Aronian.